# Michel Dhooge
Michel Ange Renilde Alexander Dhooge (Boekhoute, 17 maart 1929 - 22 april 2008) was een Belgisch ondernemer en politicus voor de PVV.

## Levensloop
Dhooge werd beroepshalve bedrijfsleider van de NV Vinco en Oystershell.
Hij werd verkozen tot gemeenteraadslid van Eeklo, waar hij van 1971 tot 1976 schepen was onder het burgemeesterschap van Pieter Van Ghyseghem. Ook was hij provincieraadslid van Oost-Vlaanderen. Tevens zetelde hij van 1974 tot 1977 in de Belgische Senaat voor het arrondissement Gent-Eeklo. In de periode april 1974-april 1977 had hij als gevolg van het toen bestaande dubbelmandaat ook zitting in de Cultuurraad voor de Nederlandse Cultuurgemeenschap.